# 6 Days
6 Days è un film del 2017 diretto da Toa Fraser.
Film d'azione britannico-neozelandese che narra dell'operazione Nimrod, avvenuta nel 1980 a Londra, sceneggiato da Glenn Standring.

## Trama
Il primo giorno, 30 aprile 1980, sei arabi iraniani assaltano l'ambasciata iraniana situata al 16 di Princes Gate, Kensington, a Londra, e tengono almeno 26 ostaggi. Persone importanti sono state convocate per l'incidente, inclusi membri della SAS, guidati dal caporale Rusty Firmin, la giornalista della BBC Kate Adie e l'ispettore capo Max Vernon della polizia metropolitana. Le autorità ricevono una telefonata dal leader dei terroristi, Salim, che chiede il rilascio di 91 prigionieri arabi in Iran, altrimenti uccideranno un ostaggio a mezzogiorno del giorno successivo.
Il giorno 2, Max negozia con Salim per telefono, dicendo che Max lo aiuterà con ogni mezzo per evitare la violenza. Il team SAS si prepara a prendere d'assalto l'edificio poco prima di mezzogiorno, ma Salim rilascia un ostaggio, a causa di una malattia. Dopo che Max ha portato cibo ai terroristi, Salim accetta con riluttanza di prorogare la scadenza di 48 ore, chiedendo un passaggio sicuro all'aeroporto di Heathrow accompagnato dagli ambasciatori della Lega araba.
Nei giorni 3 e 4, Salim chiama di nuovo, chiedendo di parlare con gli ambasciatori. Il braccio destro di Salim, Faisal, prende un ostaggio per essere ucciso. Tuttavia, le autorità iraniane si rifiutano di partecipare ai negoziati. Salim chiama Max, chiedendo di parlare con la BBC, e Max accetta con riluttanza. Successivamente, Salim rilascia con riluttanza un altro ostaggio. Nel frattempo, il team SAS prepara un piano per salvare gli ostaggi mentre sono a bordo dell'autobus diretto all'aeroporto, ma a questo piano è posto il veto dal primo ministro Margaret Thatcher, che è fermamente convinto che il governo non cederà a nessuna delle richieste dei terroristi. Con riluttanza, il SAS torna al piano originale di prendere d'assalto l'edificio.
Il giorno 5, secondo la richiesta di Salim, il BBC World Service trasmette la dichiarazione dei terroristi, spiegando il motivo delle loro azioni come l'oppressione da parte del governo iraniano nel Khūzestān. Sentendo la notizia, Salim ringrazia Max e libera due ostaggi.
Il giorno 6, Faisal uccide un ostaggio dopo che la richiesta di portare l'autobus non è stata soddisfatta. Con ciò, il segretario di Stato per gli affari interni William Whitelaw autorizza l'operazione SAS e Vernon viene incaricato di fare qualsiasi cosa per bloccare o distrarre i terroristi dall'assalto.
Durante l'assalto, guidato da Firmin, Salim e altri quattro terroristi vengono uccisi, a spese di uno degli ostaggi e di nessuno degli uomini del SAS. Mentre gli ostaggi vengono condotti fuori, Firmin riconosce Faisal nascosto tra di loro e gli spara allo stomaco prima che possa usare una granata. Fuori dall'ambasciata, gli ostaggi vengono detenuti e perquisiti, rivelando il sesto e ultimo terrorista che cerca di nascondersi tra loro, che viene arrestato. Vernon scosso telefona a sua moglie per rassicurarla che è al sicuro, e il team SAS torna a Hereford, ascoltando alla radio le lodi del Primo Ministro nei confronti loro e della polizia metropolitana.